# Кёлер, Вальтер
Вальтер Кёлер (нем. Walter Köhler), полное имя — Вальтер Фридрих Юлиус Кёлер (нем. Walter Friedrich Julius Köhler; 30 сентября 1897, Вайнхайм — 9 января 1989, Вайнхайм) — партийный деятель НСДАП, министр-президент (1933—1945), министр финансов, экономики и внутренних дел Бадена, обергруппенфюрер СА (9 ноября 1943 года).

## Биография
Сын торговца колониальными товарами. До 1906 года посещал народную школу, в 1912 году окончил реальную гимназию в Вайнхайме. В последующие 2 года учился банковскому делу в Ладенбурге; затем работал в банке. В начале Первой мировой войны пошёл добровольцем в 109-й лейб-гренадёрский полк. С октября 1914 года воевал на Западном фронте, дослужился до унтер-офицера, за боевые заслуги был награждён Железным крестом II-го класса. В июле 1916 года попал в британский плен, из которого был освобождён в 1918 году.
После окончания войны вернулся в Вайнхайм, где работал в магазине своих родителей. В 1918 году Келлер вступил в право-консервативную Немецко-национальную народную партию и одно время руководил её молодежной организацией в Вайнхайме. Помимо этого, Кёлер был членом националистического Немецкого народного союза обороны и наступления. В мае 1925 года женился на Эмилии Райнхард, от которой имел пятерых детей.
В июне 1925 года вступил в НСДАП (членский билет № 8 246) и СА. Основал и возглавил группу НСДАП в Вайнхайме, которая позже была развёрнута в районную организацию НСДАП (крайз), кразляйтер. В конце 20-х годов был партийным оратором (Parteiredner) НСДАП в гау Баден. В 1928 году был избран депутатом Баденского ландтага, председатель фракции НСДАП в ландтаге. С августа 1931 года — заместитель гауляйтера Бадена Роберта Вагнера. С декабря 1932 по март 1933 года был управляющим делами гау и врио гауляйтера Бадена. Вскоре после прихода НСДАП к власти 11 марта 1933 года возглавил министерства финансов и экономики Бадена, а 6 мая 1933 года был назначен министром-президентом (премьер-министром) Бадена. На посту председателя правительства Бадена, министра финансов и экономики и президента Баденского государственного совета оставался до апреля 1945 года.
В ноябре 1933 года избран депутатом Рейхстага. С 1933 года — прусский государственный советник. С 1934 года руководил Баденской промышленной палатой (с начала 1943 года — Промышленная палата области Верхний Рейн). В 1936 году был назначен руководителем управленческой группы «Распределение сырья» (Rohstoffverteilung) в Управлении по четырёхлетнему плану, но в 1937 году ушёл с этого поста по собственному желанию.
Помимо этого, Келлер был председателем Наблюдательных советов «Badenwerk AG» (Карсруэ), «Badischen Staatsbrauerei Rothaus AG» (Ротхауз), «Vereinigten Badischen Staatssalinen Dürhaim-Rappenau AG» (Бад-Раппенау).
В 1942 году Келлер также стал баденским министром внутренних дел. После германской оккупации Эльзаса в 1940 году гауляйтер Р. Вагнер стал главой гражданского управления (Chef der Zivilverwaltung) Эльзаса, а Кёлер стал руководителем финансового и экономического отделов гражданского управления Эльзаса. На этом посту способствовал германизации Эльзаса и мобилизации эльзасского экономического потенциала на службу германской военной экономики.
Кёлер был арестован 4 апреля 1945 года французскими войсками в Карлсруэ. Последующие 3 года он провёл в лагерях для интернированных в Книлингене, Зекенхайме, крепости Хоэнасперг, а также в Людвигсбурге. В этот период Кёлер вызывался в качестве свидетеля на процесс по делу Круппа в Нюрнберге. В октябре 1948 года Судебная палата по денацификации в Карлсруэ квалифицировала Кёлера как «незначительно виновного» и приговорила его к 3 годам исправительно-трудовых работ, после чего он был освобождён с учётом срока, проведённого в заключении. Хотя на втором процессе по денацификации в апреле 1950 года Кёлер и был классифицирован как «виновный», приговор остался тем же, что и в 1948 году.
После освобождения в 1948 году жил в Карсруэ, где возглавлял основанное им страховое бюро; в 1960-е годы вышел на пенсию.